# Échenans
Échenans ist eine französische Gemeinde mit 163 Einwohnern (Stand: 1. Januar 2022) im Département Doubs in der Region Bourgogne-Franche-Comté.

## Geographie
Échenans liegt auf 350 m, etwa acht Kilometer westlich der Stadt Montbéliard (Luftlinie). Das Dorf erstreckt sich im östlichen Teil eines Plateaus, das in die gewellte Landschaft zwischen den Flusstälern von Doubs im Süden und Ognon im Nordwesten eingebettet ist, nahe dem Flüsschen Rupt.
Die Fläche des 1,70 km² großen Gemeindegebiets umfasst einen Abschnitt der leicht  gewellten Landschaft nördlich des Doubstals. Der Hauptteil des Gebietes wird vom Plateau von Arcey eingenommen, das durchschnittlich auf 360 m liegt und leicht gegen Osten geneigt ist. Es weist eine Breite von vier Kilometern und eine Länge von ungefähr fünf Kilometern auf und ist überwiegend von Acker- und Wiesland bestanden. Der Rupt entwässert das Gebiet nach Osten zum Doubs. Er ist östlich des Dorfes zum Zweck der Fischzucht zu einem langgezogenen Weiher aufgestaut. Nach Nordosten erstreckt sich das Gemeindeareal auf die bewaldete Höhe von Raynans, auf der mit 387 m die höchste Erhebung von Échenans erreicht wird.
Nachbargemeinden von Échenans sind Semondans  im Norden, Raynans im Osten, Saint-Julien-lès-Montbéliard im Süden sowie Désandans im Westen.

## Geschichte
Seit dem Mittelalter gehörte Échenans zur Grafschaft Württemberg-Mömpelgard (Montbéliard). Mit der Besetzung dieser Grafschaft gelangte das Dorf 1793 endgültig in französische Hand. Heute ist Échenans Teil des Gemeindeverbandes Pays de Montbéliard Agglomération.

## Bevölkerung
| Jahr                       | 1962 | 1968 | 1975 | 1982 | 1990 | 1999 | 2005 | 2016 |
| Einwohner                  | 37   | 38   | 33   | 90   | 117  | 115  | 111  | 158  |
| Quellen: Cassini und INSEE |      |      |      |      |      |      |      |      |

Mit 163 Einwohnern (Stand 1. Januar 2022) gehört Échenans zu den kleinen Gemeinden des Départements Doubs. Nachdem die Einwohnerzahl in der ersten Hälfte des 20. Jahrhunderts stets im Bereich zwischen 35 und 60 Personen gelegen hatte, wurde nach 1975 ein Bevölkerungswachstum verzeichnet.

## Wirtschaft und Infrastruktur
Échenans war bis weit ins 20. Jahrhundert hinein ein vorwiegend durch die Landwirtschaft (Ackerbau, Obstbau und Viehzucht) und die Fischzucht geprägtes Dorf. Daneben gibt es heute einige Betriebe des lokalen Kleingewerbes. Mittlerweile hat sich das Dorf auch zu einer Wohngemeinde gewandelt. Viele Erwerbstätige sind deshalb Wegpendler, die in der Agglomeration Montbéliard ihrer Arbeit nachgehen.
Die Ortschaft liegt abseits der größeren Durchgangsstraßen an einer Departementsstraße, die von Sainte-Marie nach Semondans führt. Der nächste Anschluss an die Autobahn A36 befindet sich in einer Entfernung von ungefähr 14 Kilometern. Weitere Straßenverbindungen bestehen mit Désandans, Raynans und Saint-Julien-lès-Montbéliard.